# (9000) Hal
(9000) Hal est un astéroïde de la ceinture principale découvert le 3 mai 1981 par Edward L. G. Bowell à la station Anderson Mesa.
Il a été ainsi baptisé en référence à HAL 9000, l'ordinateur de 2001, l'Odyssée de l'espace, roman d'Arthur C. Clarke et film de Stanley Kubrick.